# Chaling
Chaling är ett härad som lyder under Zhuzhous stad på prefekturnivå i Hunan-provinsen i södra Kina.